# Малый Мечёк
Ма́лый Мечёк — деревня Малининского сельсовета Хлевенского района Липецкой области на правой стороне реки Воронеж, рядом с деревней Большой Мечёк.

## Инфраструктура
Улицы — Зеленая, Лесная, Речная и Центральная.

## История
Возникла в конце XVII в., в 1800 г. имела 31 двор крестьян-однодворцев.

## Название
Название — по реке Мечек, около устья которой находится.

## Население
| 1859 | 2009 | 2010 |
| ---- | ---- | ---- |
| 537  | ↘115 | ↘102 |